# Липњик на Бечви
Липњик на Бечви (чеш. Lipník nad Bečvou) град је у Чешкој Републици. Град се налази у управној јединици Оломоуцки крај, у оквиру којег припада округу Преров.

## Становништво
Према подацима о броју становника из 2014. године град је имао 8.191 становника.